# Hymenachne donacifolia
Hymenachne donacifolia är en gräsart som först beskrevs av Giuseppe Raddi, och fick sitt nu gällande namn av Mary Agnes Chase. Hymenachne donacifolia ingår i släktet Hymenachne och familjen gräs. Inga underarter finns listade i Catalogue of Life.